# Lac Camatose
Pour les articles homonymes, voir Camatose.
Le lac Camatose est un plan d'eau douce du territoire non organisé du Lac-Pythonga, dans la municipalité régionale de comté (MRC) La Vallée-de-la-Gatineau, dans la région administrative de Outaouais, dans la province de Québec, au Canada.
Situé dans un secteur marécageux au centre de la réserve faunique La Vérendrye à une altitude de 352 m, le lac Camatose se déverse par le Nord-Ouest dans la rivière Camatose ; cette dernière coule vers le Nord pour se déverser sur la rive Est de la Baie La Vérendrye de la partie Ouest du réservoir Dozois.
Le lac Camatose est entièrement en zone forestière. La foresterie constitue la principale activité économique du secteur ; les activités récréotouristiques arrivent en second. Sa surface est généralement gelée du début de décembre à la fin avril.

## Géographie
Les principaux bassins versants voisins du lac Camatose sont :
- Côté Nord : rivière Camatose, réservoir Dozois ;
- Côté Est : réservoir Dozois ;
- Côté Sud : lac du Portage, lac Grand ;
- Côté Ouest : lac Cawatose, lac Camitogama.

Le lac Camatose a une nature difforme, comportant de nombreuses baies, presqu’îles et îles.

## Toponymie
Le terme « Camatose » est d’origine amérindienne, de la nation algonquine, signifiant « là où on entend un son ». Cette dénomination est indiquée sur la carte régionale Témiscamingue et Abitibi (1932). Le lac Camatose est désigné Owdosi Shagaigan en langue algonquine, signifiant « lac des petits poissons » ou « lac des ménés (vairons) ». Variante : Lac Chub.
Le toponyme "lac Camatose" a été officialisé le 5 décembre 1968 par la Commission de toponymie du Québec lors de sa création.